# 楼陽生
楼 陽生（ろう ようせい、1959年10月23日 - ）は、中華人民共和国の官僚・政治家。浙江省浦江県出身。中国共産党第19期中央委員、中国共産党第15大、第17大、18大、19大代表。第10期、12期、13期全国人民代表大会代表。第11回全国政治協商会議委員。

## 経歴
1959年10月23日、浙江省浦江県で生まれる。文化大革命末期の1976年8月より浦江県の人民公社で知識青年として労働に従事。1978年3月に浙江師範学院（現在の浙江師範大学）数学系数学学科に入学した。1981年11月に中国共産党入党。1982年1月から竜游県の竜游中学で教鞭をとる。
1984年2月、中国共産主義青年団竜游県委員会書記に就任。以後、竜游県塔石区党委員会書記、竜游県党委員会組織部部長、竜游県党委員会宣伝部部長を歴任した。1989年10月、中国共産主義青年団衢州市委員会副書記に就任。11月、書記に昇格。1991年10月、中国共産主義青年団浙江省委員会副書記に就任。1996年1月、書記に昇格。1999年11月、金華市党委員会副書記、政法委書記、市委党校校長に転出。2002年3月には同市市長を兼務する。2003年2月、麗水市党委員会書記に転任。4月、同市人民代表大会常務委員会主任を兼務。さらに2008年1月、浙江省政協副主席、省委統戦部部長を兼任する。
2009年1月、海南省党委員会常務委員兼組織部部長に転任。2010年2月には同省教育工委書記を兼務する。
2012年3月、湖北省党委員会常務委員兼組織部部長に転任。5月には同省省委党校校長を兼務する。
2016年8月、山西省党委員会副書記兼省委党校校長に転任。2016年8月、同省人民政府省長代行を兼務。さらに11月には同省人民政府省長を兼任する。2019年11月、山西省党委員会書記に昇格。2020年1月には同省人民代表大会常務委員会主任を兼務する。
2021年5月、河南省党委員会書記に転出。6月には同省人民代表大会常務委員会主任を兼務する。